# Euploea climena
Euploea climena är en fjärilsart som beskrevs av Stoll 1782. Euploea climena ingår i släktet Euploea och familjen praktfjärilar. Inga underarter finns listade i Catalogue of Life.

## Bildgalleri

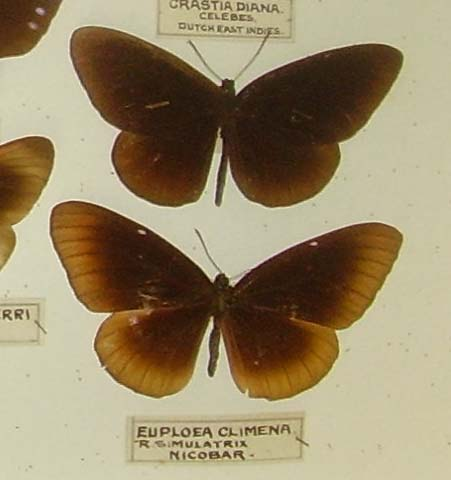
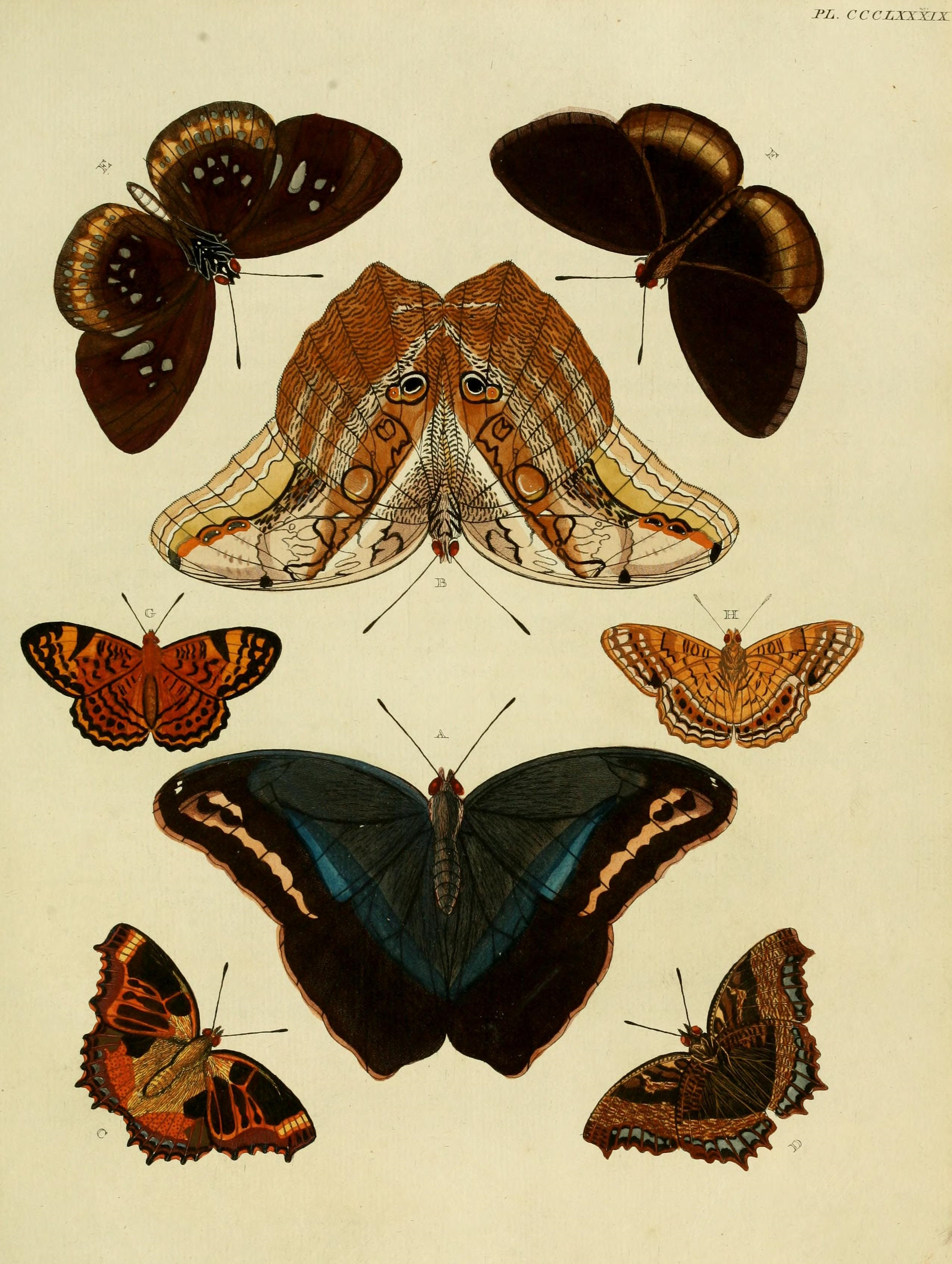
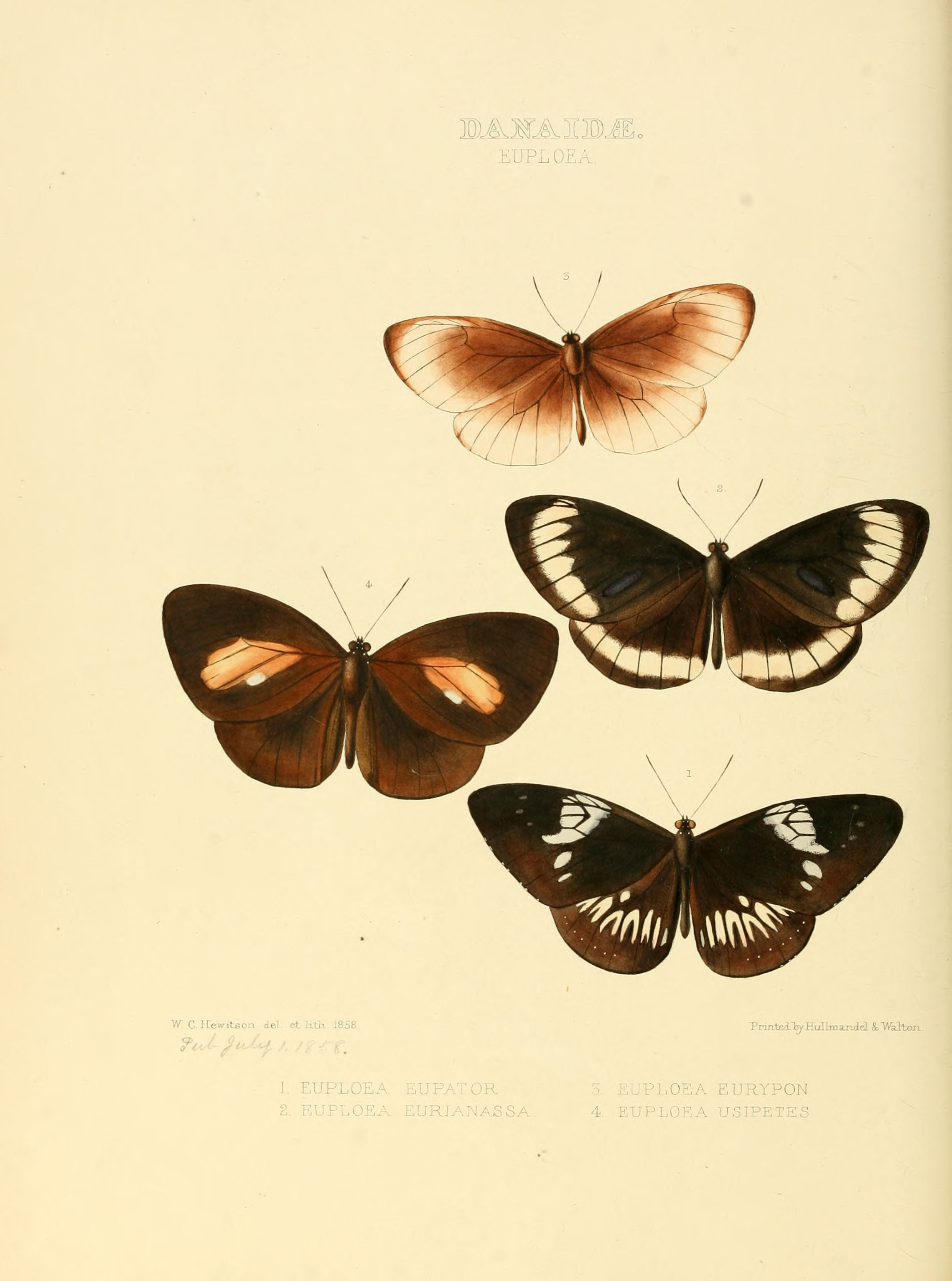